# Giambattista Giusti
Giambattista Giusti (* 1758 in Lucca; † 1829 in Bologna) war ein italienischer Ingenieur und Übersetzer.

## Leben
Giusti arbeitete als Ingenieur in Bologna und machte sich einen Namen als Übersetzer klassisch antiker Literatur aus dem Griechischen und Lateinischen ins Italienische.
Besonders berühmt ist seine Übersetzung der Tragödie Ödipus von Sophokles, für die er seinen Freund, den Komponisten Gioachino Rossini, im Jahre 1814 bat, eine Musik zu komponieren. Die Oper Edipo Coloneo oder Edipo a Colono gehört freilich zu den weniger bekannten Werken des berühmten Opernkomponisten.
Angeregt von der Lektüre und Übersetzung der klassischen Texte, verfasste Giusti auch einige eigene Gedichte, die in der geschätzten Ausgabe der Versi von Giambattista Bodoni in Parma gedruckt wurden (1801 in zwei Ausgaben: eine in Quart, eine in Sedez, jeweils 67 Seiten, die erstere mit einem Aquatinta-Porträt von Francesco Rosaspina nach Felice Giani). Sie enthält Gedichte mit Titel wie All’amica, Gli abbigliamenti, Le grazie, Il pudore, Il cocchio, Il rossetto, La chitarra, Il primo bacio, La luna, Il gioco mit meist harmloser, teils elegischer, teils leicht pikanter Diktion, jeweils in mehreren Vierzeilern.